# Pennal
Pennales és un ordre tradicional de les algues heterokontophyta conegudes com a diatomees. 

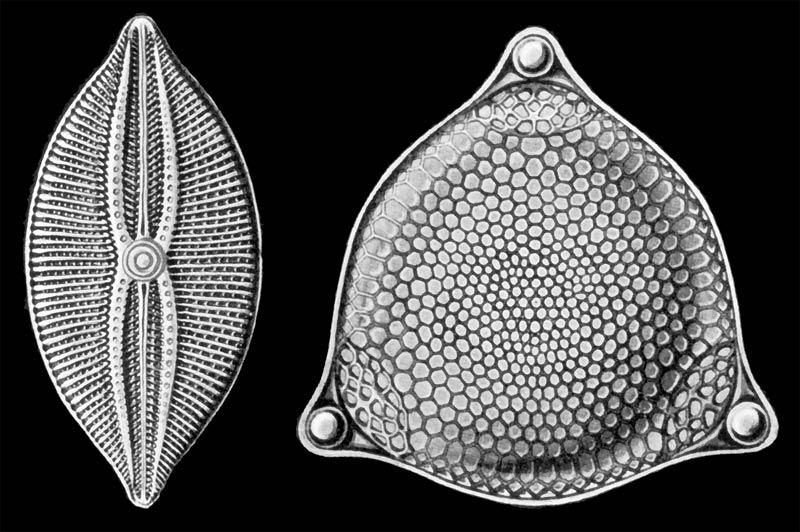
A la dreta una diatomea cèntrica, a l'esquerra una diatomea pennales

El nom de l'ordre és per la forma de la paret cel·lular de les diatomees pennades les quals es veuen allargades. Les valves poden ser de forma linear o oval i normalment tenen simetria bilateral i patrons ornamentats a base d'estries. Algunes diatomees pennades tenen una fisura en l'eix longitudinal que rep el nom de rafe i estan implicats en el moviment.
En alguns esquemes taxonòmics, les diatomees pennades es divideixen en dos grups: diatomees pennades sense rafe (Ordre Fragilariophyceae), i diatomees pennades amb rafe (Ordre Bacillariophyceae).